# Премия Грубера
Премия Грубера — международная награда, присуждаемая американской некоммерческой организацией «Фонд Грубера».
Программа международных наград «Фонда Грубера» включает пять премий:
- Премия Грубера по космологии (с 2000 года)
- Премия Грубера по генетике (с 2001 года)
- Премия Грубера по нейронаукам (с 2004 года)
- Премия Грубера за правосудие (с 2001 по 2011 год)
- Премия Грубера по правам женщин (с 2003 по 2011 год).

Лауреатам ежегодных премий вручается золотая медаль и денежное вознаграждение в размере $ 500 000.

## Премия Грубера по космологии
- 2000 —  Дж. Пиблс и   А. Р. Сэндидж
- 2001 — М. Дж. Рис
- 2002 —   В. Рубин
- 2003 —  Р. А. Сюняев
- 2004 — А. Х. Гут и А. Д. Линде
- 2005 —   Джеймс Ганн
- 2006 —  Дж. К. Мазер и проект COBE
- 2007 —   С. Перлмуттер и группа Supernova Cosmology Project[англ.]
- 2008 — Джон Ричард Бонд
- 2009 — Венди Фридман, Роберт Кенникутт и Дж. Молд[англ.]
- 2010 — Чарльз Стейдел
- 2011 —  Саймон Уайт, К. Фрэнк[англ.], М. Девис[англ.] и Дж. Эфстатайоу[англ.]
- 2012 —  Ч. Л. Беннет и проект WMAP
- 2013 — А. А. Старобинский и В. Ф. Муханов[1]
- 2014 — Сидни Ван ден Берг, Б. Талли, Кен Фримен и Я. Эйнасто
- 2015 — Джон Карлстром, Джереми Острайкер,  Л. Пейдж
- 2016 —  Рональд Древер,   Кип Торн,   Райнер Вайсс и прочие участники LIGO
- 2017 — Сандра Фабер
- 2018 — команда космической обсерватории «Планк», Nazzareno Mandolesi[нем.] и Жан-Лу Пюже
- 2019 — Николас Кайзер и Джозеф Силк
- 2020 — Ларс Хернквист и Volker Springel[нем.]
- 2021 — Марк Камионковски, Uroš Seljak[англ.], Matias Zaldarriaga[англ.]
- 2022 — Frank Eisenhauer[англ.]
- 2023 - Richard Ellis (astronomer)[англ.]
- 2024 - Marcia J. Rieke[англ.]

## Премия Грубера по генетике
- 2001 —   Р. Йениш
- 2002 —  Роберт Хорвиц
- 2003 — Дэвид Ботштейн
- 2004 — Мэри-Клэр Кинг
- 2005 — Уотерсон, Роберт[англ.]
- 2006 —  Элизабет Элен Блэкбёрн
- 2007 — М. Олсон[англ.]
- 2008 — Аллан Спрэдлинг
- 2009 —   Дженет Роули
- 2010 — Джералд Финк
- 2011 — Р. У. Дэвис[англ.]
- 2012 — Д. Уоллес[англ.]
- 2013 —  Сванте Паабо
- 2014 —   Виктор Эмброс,   Дэвид Болкомб,   Равкан, Гэри
- 2015 — Дженнифер Даудна и Эмманюэль Шарпантье
- 2016 — Майкл Грюнштейн и Чарльз Дэвид Эллис
- 2017 — Стивен Элледж
- 2018 — Джоан Чори и Эллиот Мейровиц
- 2019 — Фогельштейн, Берт
- 2020 — Басслер, Бонни
- 2021 — Оркин, Стюарт
- 2022 — Леманн, Рут, James R. Priess, Geraldine Seydoux[англ.]
- 2023 - Allan Jacobson, Линн Макуат

## Премия Грубера по нейронаукам
- 2004 —  Сеймур Бензер
- 2005 — Эрик Кнудсен и М. Кониши[англ.]
- 2006 —  М. Ито и Р. Никол[англ.]
- 2007 — Сигэтада Наканиси[англ.]
- 2008 —  Джон О’Киф
- 2009 —   Дж. Холл,   М. Росбаш,   М. У. Янг
- 2010 — Роберт Вурц
- 2011 — Худа Зогби
- 2012 — Лили Джан и Ю. Н. Джан[нем.]
- 2013 — Ив Мардер
- 2014 — Томас Джессел
- 2015 — М. Гринберг[англ.], Карла Шац
- 2016 — Му-минг Пу
- 2017 — Joshua R. Sanes[нем.]
- 2018 — Энн Грейбил, Okihide Hikosaka[нем.] и Wolfram Schultz[нем.]
- 2019 — Joseph Takahashi[англ.]
- 2020 — Марк Тессье-Лавинь, Friedrich Bonhoeffer[нем.] и Corey Goodman[нем.]
- 2021 — Кристина Пети, Кристофер Уолш
- 2022 — Эмери Браун и др.
- 2023 — Худа Акил
- 2024 - Баргманн, Корнелия & Gerald M. Rubin[англ.]

## Премия Грубера за правосудие
- 2001 — Anthony Roy Gubbay и Sternford Moyo
- 2002 — Fali Sam Nariman[англ.]
- 2003 — Розали Абелла и Bertha Wilson[англ.]
- 2004 — Arthur Chaskalson[англ.] и Pius Langa[англ.]
- 2005 — Dato Param Cumaraswamy[англ.]
- 2006 — Аарон Барак
- 2007 — Carmen Argibay[англ.], Carlos Cerda Fernández[исп.], Mónica Feria Tinta[англ.]
- 2008 — Thomas Buergenthal и Jerome J. Shestack
- 2009 — Bryan Stevenson[англ.], Executive Director of Equal Justice Initiative (EJI), and European Roma Rights Centre (ERRC), an international public interest law organization that combats anti-Romani racism and human rights abuse of Roma in Europe
- 2010 — Michael Kirby[англ.], John Dugard[англ.] и Indian Law Resource Center Архивная копия от 21 июля 2020 на Wayback Machine
- 2011 — Barbara Arnwine[англ.], Morris Dees[англ.], Association for Civil Rights in Israel[англ.], Center for Legal and Social Studies и Kurdish Human Rights Project[англ.]

## Премия Грубера по правам женщин
- 2003 — Наванетхем Пиллэй, Твесе Хамве в защиту женщин
- 2004 — Sakena Yacoobi[англ.], Afghan Institute of Learning
- 2005 — Shan Women's Action Network[англ.], Women's League of Burma[англ.]
- 2006 — Unión Nacional de Mujeres Guatemaltecas[исп.], Джули Су, Cecilia Medina Quiroga[англ.]
- 2007 — Pinar Ilkkaracan[англ.], Women for Women’s Human Rights – New Ways (WWHR)[англ.], Coalition for Sexual and Bodily Rights in Muslim Societies (CSBR)
- 2008 — Yanar Mohammed[англ.], Sapana Pradhan Malla[англ.], Nadera Shalhoub-Kevorkian
- 2009 —  Лейма Гбови, Women’s Legal Centre (WLC)
- 2010 — Center for Reproductive Rights[англ.], CLADEM[англ.]
- 2011 — AVEGA Agahozo